# Azb DMR MK1
Azb DMR MK1 — пакистанська легка напівавтоматична марксменська гвинтівка, розроблена та виготовлена компанією Pakistan Ordnance Factories. Вперше була представлена на виставці IDEAS у грудні 2014 року. Гвинтівка брала участь у багатьох міжнародних оборонних виставках і пропонувалася на експорт.
Вважається, що гвинтівка отримала назву на честь розпочатої у час її появи операції Zarb-e-Azb у ході війни у північно-західному Пакистані.

## Характеристики
Azb може використовуватися як марксменська, снайперська або службова гвинтівка калібру 7,62 × 51 мм НАТО. Загальна довжина — 1055 мм, з них 508 мм — довжина ствола, вага — 4,94 кг без магазина. Ефективна дальність — 600 м, купчастість — 2 MOA на відстані 100 м. Приклад фіксований пластиковий. Гвинтівка сумісна з різноманітними оптичними прицілами, тепловою оптикою та пристроєм нічного бачення.
Згідно з деякими джерелами, Azb виготовлена з деталей Heckler & Koch G3, тому їхні деталі сумісні і взаємозамінні.

## Оператори
- Пакистан: армія та ВМС